# テックレボリューション
テックレボリューション（TECH Revoiution, co.,ltd.）は、東京都豊島区に本社を置くCAE受託解析、流体解析などを手がける技術集団。

## 概要
2020年12月に「都市空間を可視化する事」をスローガンに設立。ハイスペックなワークステーションと流体解析の専門技術者チーム、様々な企業プロデュースを行ってきた酒井正和が代表に就任。2020年12月27日テレビ朝日サンデーステーション特番で事業内容が取り上げられる。
主に、世界初の3次元飛沫シミュレーション・気流シミュレーションを筆頭に、3次元河川氾濫シミュレーション、機械設計・試作、風況シミュレーションを行う解析会社だが、メーカーとの共同開発事業も行なっている。また飛沫・気流シミュレーション検証結果から改善対策まで行うリスクマネージメントも用する。CAE受託解析に関しては、強度解析を中心に大手ゼネコン数社、オフィスメーカーからの受託解析をおこなっている。

## 主なサービス
流体解析技術を活かし、新型コロナウィルス飛沫空気感染対策に着目
ワイドショーや報道番組でお馴染みの飛沫シミュレーションは民間のリアル現場も必要と考え、ライカジオシステムズ株式会社・エムエスシーソフトウェア株式会社からの協力を得て、飛沫の拡散状況を一貫したプロセスで短期間に検証可能な「3D飛沫可視化」を開発。３D飛沫可視化は、慣性計測装置（IMU）搭載の3Dレーザースキャナーにより取得した点群データから3Dモデルを 作成し、空調設備、人の座席配置、飛沫の発生条件を考慮した数値流体力学（CFD）による空気の浄化シミュレーションおよび飛沫シミュレーションを実施します。このシミュレーションにより室内の換気状況や建物内に浮遊する飛沫の拡散経路を可視化することで、屋内空間における感染症対策の課題を明らかにすることが可能。2020年12月世界初の「3D飛沫可視化」を開発し事業化に成功。また、「3D飛沫可視化」が、AIやIoT等の先端技術を活用するなど、より快適な暮らしを実現するスマートシティの推進に相応しとして令和3年度 京都スマートプロダクト認定事業として認定された。
世界中、遠隔で飛沫・気流シミュレーションが可能になる空間のマネージメント
BIMが導入されている建物に関してもテックレボリューションで3Dモデルを作成し、空調設備、人の座席配置、飛沫の発生条件を考慮した数値流体力学（CFD）による空気の浄化シミュレーションおよび飛沫シミュレーションが実現可能。
BIMを導入している世界中の建物の室内空間を遠隔で飛沫シミュレーション及び空間環境の改善対策が可能となる。
地形変動、防災に関する高度な技術と建造物の保存
3D飛沫可視化モデルの慣性計測装置（IMU）搭載の3Dレーザースキャナーによる点群データから3Dモデルを作成する作業工程を利用し、無人機航空写真測量システム『Trimble UX5』や３Dレーザースキャナーを搭載したドローンやヘリコプターを使用して広範囲で点群データを取得し、オルソ画像生成し３Dプリンターによって広範囲の地形を模型化する事や、建造物保存等デジタルアーカイブ化する事でメタバースの世界でも利用が可能となる。防災に関しては、大手保険会社と連携し、同様のスキームを応用し、ピンポイントで台風災害・損害リスクを検証できる3D河川氾濫シミュレーションを開始している。

## 事例
2020年12月27日  テレビ朝日サンデーステーションで「3D飛沫可視化」の特集番組が放送。
大聖堂で実験「飛沫可視化」が導くコロナ感染対策と題し、多くの人々が集うクリスマスのミサをどうすれば安全に行えるのか‥最先端システムを使い検証したところ、意外な事実が明らかになる。シミュレーションが行われたのは、東京のカトリック教会で中心的な役割を果たす『東京カテドラル聖マリア大聖堂』。
2021年3月  空気清浄機「エアドック」シリーズの「飛沫可視化」による実証実験を担当。
TV CMではエアドックX5sを使用した場合の飛沫がその空間で減少していく実証結果動画を提供。
2021年3月  株式会社ワタミの展開する焼肉店「かみむら牧場」京急蒲田第一京浜側道店で店舗内に浮遊する飛沫粒子の経路を可視化することで、屋内空間における感染症対策の課題を明確化するとして「3D飛沫可視化」による実証実験を担当。「3D飛沫可視化」を導入したのは外食業界で初めて。3分に1回空気が入れ替わる事が実証され、 店舗内のサイネージで解析動画を流している。
2021年5月  藤田医科大学ワクチン接種会場の「3D飛沫可視化」実証実験を担当。
2021年8月 紙シュレッダー国内NO.1の株式会社明光商会と紫外線吸引装置を共同開発し、「MS UV-C システム AIRVIO+（エアーヴィオプラス）・AIRVIO（エアーヴィオ）」を発売開始。
開発に関しては、自動車メーカーと同様の技術を提供。開発時点で仮想上でリアルを復元させて、その中で効率良く効果的なシミュレーションを短期間で製品化まで行う。その結果、25㎥の空間にてAIRVIOをHIGHモードで稼働し試験実施を行い、浮遊ウィルス減少率99.99%に到達する時間が国内製品の中でトップレベルを実現。※一般財団法人北里環境科学センター調べ（報告書番号 北生発2021_0297号）
2021年9月 Meiji Seika ファルマ株式会社の咳およびくしゃみ、鼻かみ飛沫飛散シミュレーション～飛散リスクとエチケットを考える～企画でシミュレーションを担当。
2021年11月16日・17日「B'z presents LIVE FRIENDS」コンサートを開催するにあたり、東京ガーデンシアターの「3D飛沫可視化」を実証実験。
東京ガーデンシアターの規定キャパ100％動員での観客を想定し、その発熱を考慮した状態より検証を開始。 新鮮な外気を50%以上取り込むと共に先進的かつ大流量の会場換気システムにより空気が滞留する事なくコンサート会場の空間が観客席から順に短時間（30分程度）で浄化されていることが実証。来場者向けにB'z オフィシャルサイトで実証実験報告を行い話題となる。
2022年2月7日  空気感染予防対策になる飛沫シミュレーションの一般普及を目指し、代表取締役　酒井正和のコメントをリリース
「空間の設計を行う時代に突入したと思います。飛沫や気流がどのように流れていくか、施設によって適切な対策が違います。当社は屋内を高精度の点群データを用いて3Dモデル化し、仮想上にリアル空間を再現させた上で、飛沫シミュレーションを行いますので、どのように対策していくかを具体的に検証できます。実際に換気が悪く空気が淀んでいる場所に浄化性が高い空気清浄機を配置し、シミュレーシを行う事で飛沫が消えていく状況をわかりやすく確認する事ができます。報道番組で良く拝見する飛沫シミュレーションを身近な空間であるリアルの場で行う事で様々な課題が解決すると思っています。最近の解析依頼は何分に一回空気が入れ替わっているかの検証動画を来客する方にサイネージやオフィシャルサイトを通じてアピールしたいと相談があります。当社の3D飛沫可視化はこのケースでもしっかりと検証動画として提供できる事だと思います。」
2022年2月10日  メガネブランド「Zoff（ゾフ）」新商品の飛沫シミュレーションの実証実験を担当。
メガネブランド「Zoff（ゾフ）」、2021年12月に発売した「Zoff PROTECT AIR VISOR ULTRA+（ゾフ・プロテクト エアバイザー ウルトラプラス）」が最大約99％目元への飛沫をカットすることを確認。
2022年2月24日  カワスイ 川崎水族館（カワスイ）の新型コロナウイルス感染症拡大防止と、安心・安全に水族館を楽しんでいただくために、水族館で初めて、「3D飛沫可視化システム」による気流・飛沫シミュレーションを担当。
「3D飛沫可視化システム」で、館内の空気が滞留している場所を見える化の結果、館内の飛沫等の拡散物質を含んだ空気は、約10分～15分間に1度入れ替わっていることを確認。（カワスイの全6ゾーンのうち一部ゾーンを除く）40分経過後に浄化度の数値に改善がないゾーンには、空気清浄機等の対策の必要あり、との結果。